# Albert Smijers
Albert Smijers, właśc. Albertus Antonius Smijers (ur. 19 lipca 1888 w Raamsdonksveer, zm. 15 maja 1957 w Huis ter Heide) – holenderski muzykolog, ksiądz katolicki.

## Życiorys
Ukończył studia teologiczne i filozoficzne w seminarium duchownym w Haaren, w 1912 roku przyjął święcenia kapłańskie. W latach 1912–1915 i 1918–1929 był nauczycielem muzyki w seminarium Beekvliet w Sint-Michielsgestel. Studiował też w konserwatorium w Amsterdamie u Antona Averkampa, a w latach 1915–1918 na wydziale muzyki kościelnej w Konserwatorium Wiedeńskim. W 1917 roku uzyskał na Uniwersytecie Wiedeńskim tytuł doktora na podstawie napisanej pod kierunkiem Guido Adlera dysertacji Karl Luython als Motettenkomponist (wyd. Amsterdam 1923). Od 1917 do 1920 roku kierował wydziałem muzyki kościelnej w konserwatorium w Tilburgu. W latach 1929–1934 był wykładowcą konserwatorium w Amsterdamie. Od 1930 roku był do końca życia wykładowcą Uniwersytetu Utrechckiego, gdzie kierował również zorganizowaną z jego inicjatywy pierwszą w Holandii katedrą muzykologii. Od 1950 roku był członkiem Królewskiej Holenderskiej Akademii Sztuk i Nauk.
W latach 1934–1957 był przewodniczącym Vereeniging voor Nederlandsche Muziekgeschiedenis, zaś od 1927 do 1955 roku redagował czasopismo muzykologiczne „Tijdschrift der Vereeniging voor Nederlandsche Muziekgeschiedenis”. W latach 1952–1955 pełnił funkcję przewodniczącego Międzynarodowego Towarzystwa Muzykologicznego. 
Jest uznawany za twórcę holenderskiej muzykologii, zwłaszcza w uznaniu dla jego zasług w organizowaniu pracy pedagogicznej oraz badawczej na tym polu. W swojej pracy zajmował się muzyką dawną ze szczególnym uwzględnieniem twórczości szkoły niderlandzkiej, którą przedstawiał w licznych opracowaniach analitycznych i interpretacyjnych. W ramach swoich zainteresowań akademickich prowadził również badania źródłowe, na podstawie których opracował naukowe edycje dzieł zebranych kompozytorów niderlandzkich, m.in.: Josquina des Prés, Jacoba Obrechta, Johannesa Ockeghema i Jana Pieterszoona Sweelincka.